# Aulacomitrium minutissimum
Aulacomitrium minutissimum là một loài rêu trong họ Ptychomitriaceae. Loài này được S. Okamura mô tả khoa học đầu tiên năm 1916.